# 威靈聯足球會
威靈聯足球會（英語：Welling United Football Club）是位於英格蘭大倫敦外倫敦的自治市貝克斯利區的韦林（Welling）的足球俱乐部，現時在英格蘭足球聯賽系統第六級的英格蘭足球全國聯賽南參賽。

## 歷史
威靈聯足球會於1963年由巴里和格雷厄姆·霍宾斯（Barrie & Graham Hobbins）兩兄弟成立，初時只以青年隊形式在公園球場參加當地足球聯賽，其後逐漸擴大，並開始在「倫敦斯巴達聯賽」（London Spartan League）參加業餘的週末比賽。1977年威靈聯遷進原屬於已解散的贝克斯利联（Bexley United）的柏景路球場（Park View Road）。翌年威靈聯參加「雅典人聯賽」（Athenian League）。1978年球隊升級到南部聯賽南部組（Southern Football League Southern Division）。
僅一個球季後，由於南部聯賽重組，威靈聯被置於頂級的南部聯賽超聯組（Southern League Premier Division）。1985/86年球季，威靈聯以比亞席的燦斯福特（Chelmsford City）多23分的絕大優勢贏得冠軍並升級上英格蘭足球議會聯賽。
雖然威靈聯在足球議會聯賽啗能掙扎求存，於逗留的14個球季僅有兩次在上半版的十一位以內完成球季，但期間在盃賽卻有驕人的成績，運續六季最小闖進英格蘭足總盃主賽圈第一圈。其中一次淘汰肯特郡唯一在英格蘭足球聯賽的代表；另一次更殺入第三圈，僅以0-1負於被擯出局。
「飛翼」（The Wings）與格林森林流浪在1999/2000年球季一直纏鬥到煞科日，結果兩隊同得47分，威靈聯僅以3個得失球差不及對方而結束在足球議會聯賽的歲月，重返南部聯賽。

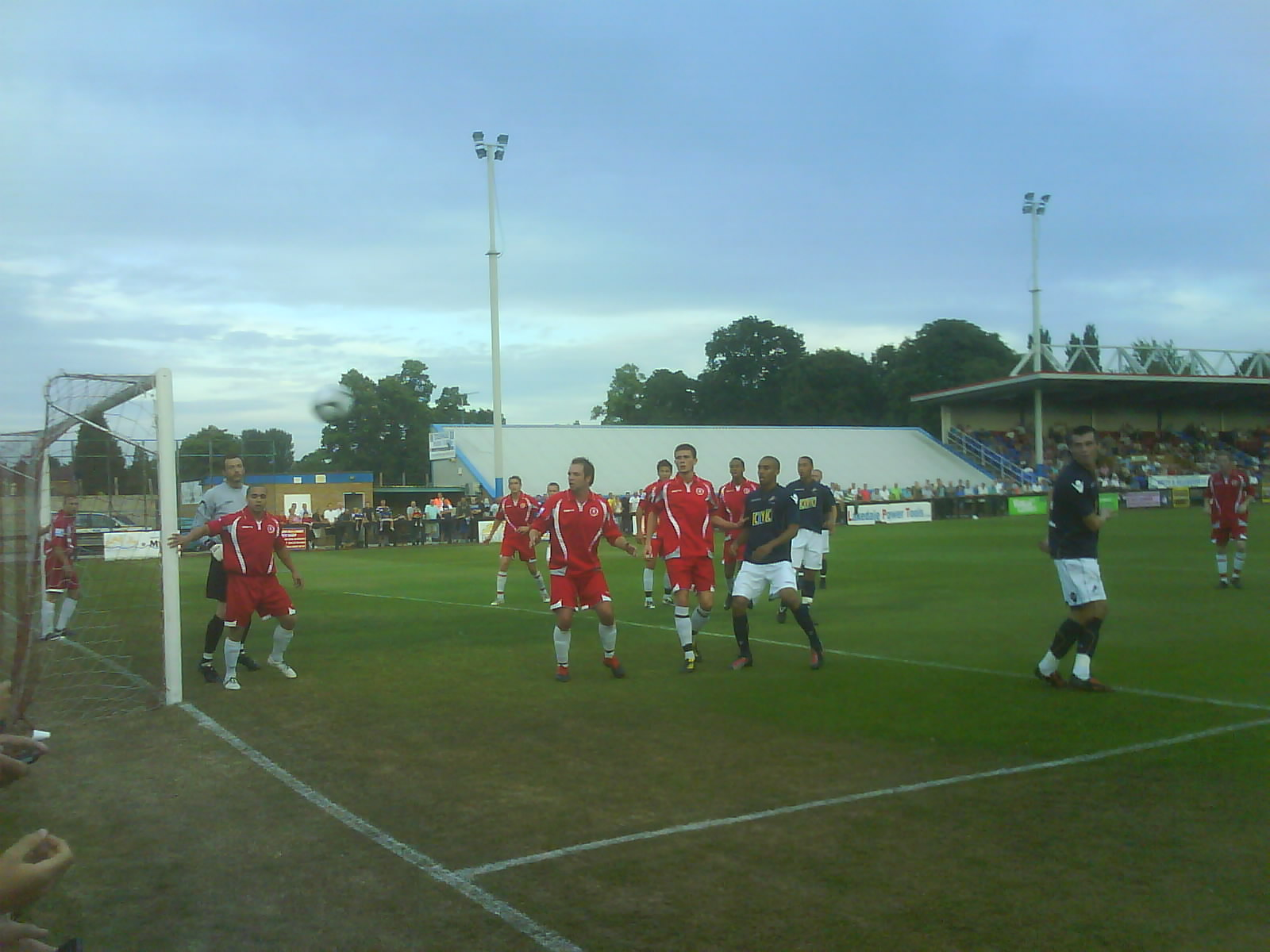
威靈聯與米尔沃尔在柏景路進行季前友賽。

在2003/04年球季於前英格蘭國腳保羅·柏加（Paul Parker）領導下，「飛翼」在南部聯賽超聯組取得第九位，獲得收編進入新成立的議會南部聯賽的資格。
在南部聯的首個球季威靈聯苦苦掙扎，首三個月一直敬陪末席，保羅·柏加提前解約離隊，由前和愛爾蘭國家隊球員利亚姆·戴什（Liam Daish）暫時領軍一段短時間後，直到前和後衛阿德里安·彭诺克（Adrian Pennock）正式接任。於分別取得一席第九位和第八位後，彭诺克於2006/07年球季結束後離隊，追隨前基寧咸領隊東尼·佩利斯轉投擔任青年軍領隊。
2007年5月16日威靈聯聘請尼爾·史密夫（Neil Smith）擔任新領隊，但僅執教了7個月後便於翌年1月7日提前解約離隊。2008年1月31日安迪·福特（Andy Ford）接掌「飛翼」的帥印，雖然落筆打三更，執教首仗便以2-6大敗於劍橋城（Cambridge City）腳下，最終成功協助球隊保級，以第十六位結束球季；翌季威靈聯取得在南部聯最佳成績的第七位及贏得肯特郡高級盃；2009/10年球季開季12戰僅取得11分，安迪·福特以球隊提供的預算難以達到獲得附加賽參賽資格的機會而請辭。同年11月威靈聯任命兩年前曾效力球隊的中場球員謝美·戴爾（Jamie Day）擔任領隊兼球員。

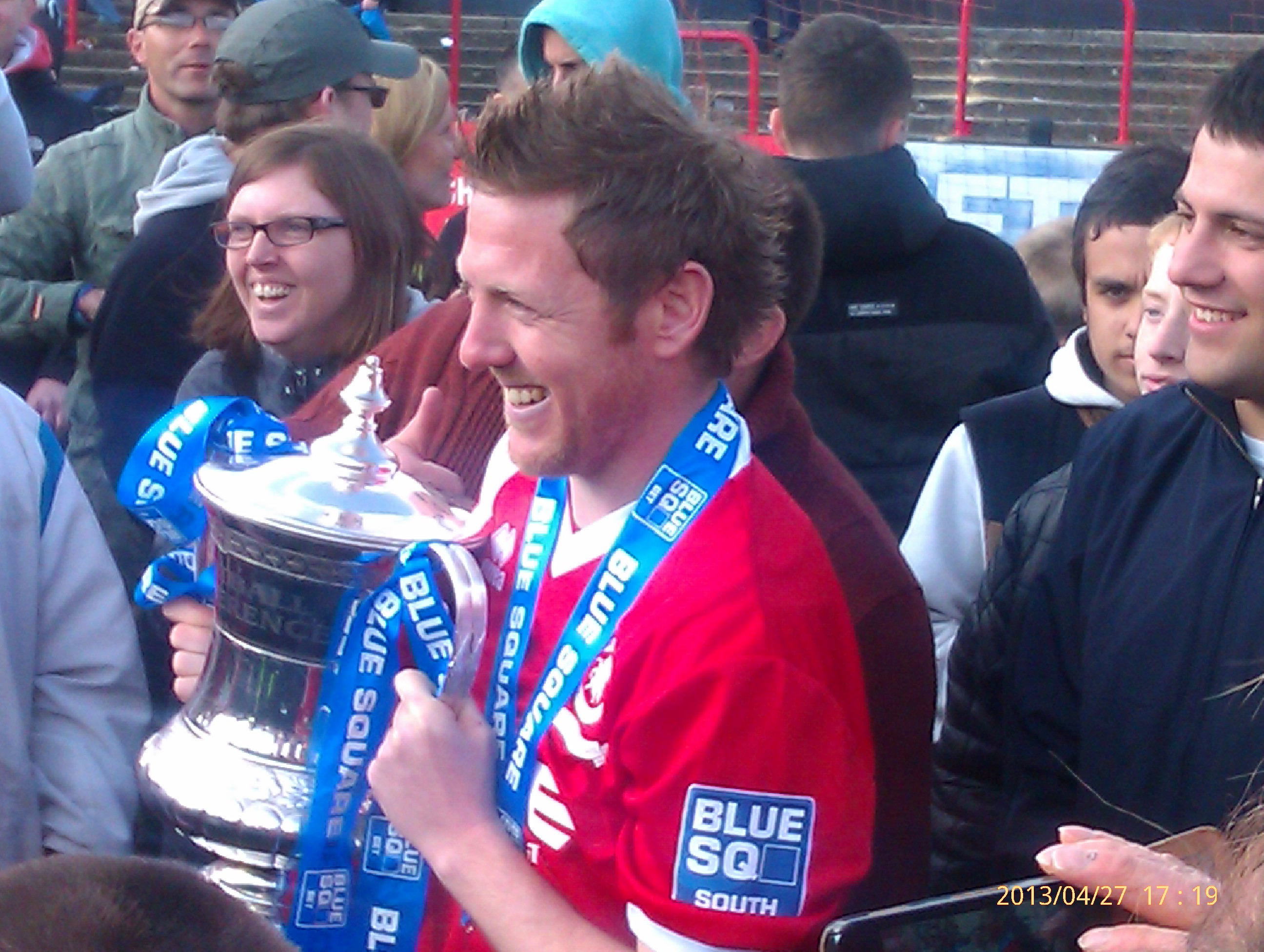
領隊兼球員謝美·戴爾手執2013年南部聯冠軍獎盃。

2010年8月12日威靈聯被稅務海關總署提出清盤呈請，於同月尾的聆訊前未能清付五位數字的欠稅後球會將會倒閉。 
2011/12年球季威靈聯取得第三位及附加賽參賽資格，準決賽兩回合累計2-1淘汰瑟頓聯（Sutton United）；決賽作客王子公园（Princes Park）以0-1僅負於达特福德，與升班擦身而過。
翌季威靈聯終於贏得南部聯多數錦標重返非聯賽的頂級組別，回到13年的第五級聯賽參賽，季中自2012年11月3日跨年至2月5日「飛翼」做出十二連勝聯賽的新紀錄。

## 主場球場

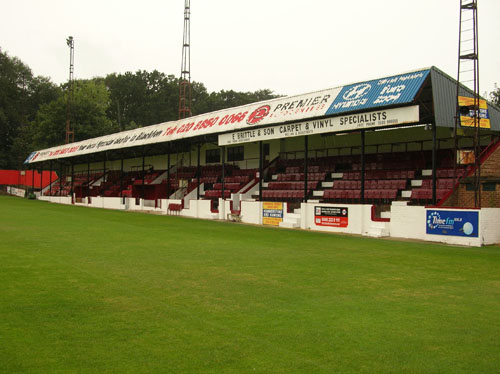
柏景路球場主看台

威靈聯採用位於大倫敦韦林（Welling）的柏景路球場（Park View Road）作為主場球場，於1977年在贝克斯利联（Bexley United）解散後開始進駐，在此以前，球隊只在南倫敦埃尔特姆（Eltham）蝴蝶徑（Butterfly Lane）的社區體育場比賽。由於空置了一段時間，接手時球場呈現一片荒廢，當威靈聯在英格蘭足球聯賽系統中不斷爬升，為配合不同級數聯賽對球場設施的要求，柏景路球場逐漸加設分隔圍牆、週邊圍欄、旋轉撿票閘及階梯看台等。現時球場可以容納4,500名觀眾，當中1,000個為坐席。
埃里思及丽城（Erith & Belvedere）自1999年開始共用柏景路球場。埃里思及丽城出售其舊球場並資助球場進行改善工程，其中包括一座有蓋全坐席看台，建於原有的主看台對面，埃里思及丽城的總部設於傍邊的會所，與主看台的威靈聯分庭抗儷。而兩方球門後方為細小的立席階梯看台。
2006年12月一場暴風吹襲，結果導致柏景路球場的汎光燈照明系統遭受破壞，基於安全的原因，近韦林一邊的汎光燈塔需要全部移除。直到2007年6月才完成重置汎光燈照明系統工程，於球場四個角落各設置一座汎光燈塔。

## 榮譽
- 英格蘭足球議會南部聯賽
  - 冠軍：2012/13年；
- 英格蘭足球南部聯賽
  - 冠軍：1985/86年；
- 肯特郡高級盃（Kent Senior Cup） 
  - 冠軍：1985/86, 1998/99年、2008/09年；
- 倫敦高級盃（London Senior Cup） 
  - 冠軍：1989/90年；
- 倫敦挑戰盃[10]（London Challenge Cup） 
  - 冠軍：1991/92年；

## 外部連結
- Welling United F.C. Official Website （页面存档备份，存于）